# Yola costipennis
Yola costipennis är en skalbaggsart som först beskrevs av Leon Fairmaire 1869.  Yola costipennis ingår i släktet Yola och familjen dykare. Inga underarter finns listade i Catalogue of Life.